# Borgone Susa
Borgone Susa (piemonti nyelven Borgon, frankoprovanszál nyelven Burgùn, franciául Bourgon) egy észak-olasz község (comune) Piemont régióban.
Nevének első fele valószínűleg a német Burgonis szóból ered, a második pedig elhelyezkedésére, a Susa-völgyre utal.